# Lehrke Inlet
Das Lehrke Inlet ist eine vereiste, 13 km lange und 27 km breite Bucht an der Black-Küste des Palmerlands auf der Antarktischen Halbinsel. Sie liegt zwischen dem Kap Boggs im Nordosten und dem Kap Sharbonneau im Südwesten. 
Wissenschaftler der United States Antarctic Service Expedition (1939–1941) entdeckten und fotografierten die Bucht bei einem Überflug im Dezember 1940. Benannt ist sie nach Lester Lehrke (1910–1988), Bootsmann an Bord des Forschungsschiffs USS Bear bei der Forschungsreise und Segelmacher der East Base auf der Stonington-Insel.